# Triacanthella purpurea
Triacanthella purpurea är en urinsektsart som beskrevs av John Tenison Salmon 1943. Triacanthella purpurea ingår i släktet Triacanthella och familjen Hypogastruridae. Inga underarter finns listade i Catalogue of Life.